# Disocactus
A Disocactus nemzetség egy Közép-Amerikában elterjedt epifita kaktusznemzetség, melyet sok, korábban különállónak tekintett nemzetség összevonásával alakítottak ki virágaik és magvaik morfológiai sajátosságainak azonossága alapján.

## Elterjedésük és élőhelyük
Mexikó, Guatemala, Honduras, Nicaragua, Costa Rica, Panama, Venezuela, Kolumbia – jellemzően Közép-Amerikában, Guatemalától Hondurasig. Epifita, esetleg litofita növények.

## Jellemzőik
Hajtásaik levélszerűek vagy 7–13 bordásak, tövük és száruk egyaránt elágazó. A szár hullámos vagy fűrészes élű, erős, a hajtás közepén végighúzódó szállítónyalábbal. A kis areolák a tagolt szélű hajtás öbleiben alakulnak ki. Tüskéik rövidek. Színes, nappal nyíló virágaik rendesen a legfelső hajtásokon jelennek meg, csövük rövid vagy középhosszú. A lepellevelek keskenyek, hegyesek és kifelé hajlanak. Termésük hosszúkás, vörös bogyó.
Ezt a korábban különböző nemzetségekre (Aporocactus, Disocactus, Heliocereus, Nopalxochia) széttagolt csoportot W. Barthlott vonta először össze egy nemzetségbe. A jelen rendszer szerint ide sorolják a Hylocereeae tribus összes színes, nagy virágú, nappal virágzó faját.

## Rokonsági viszonyaik
Subgenus Ackermannia Barth.:

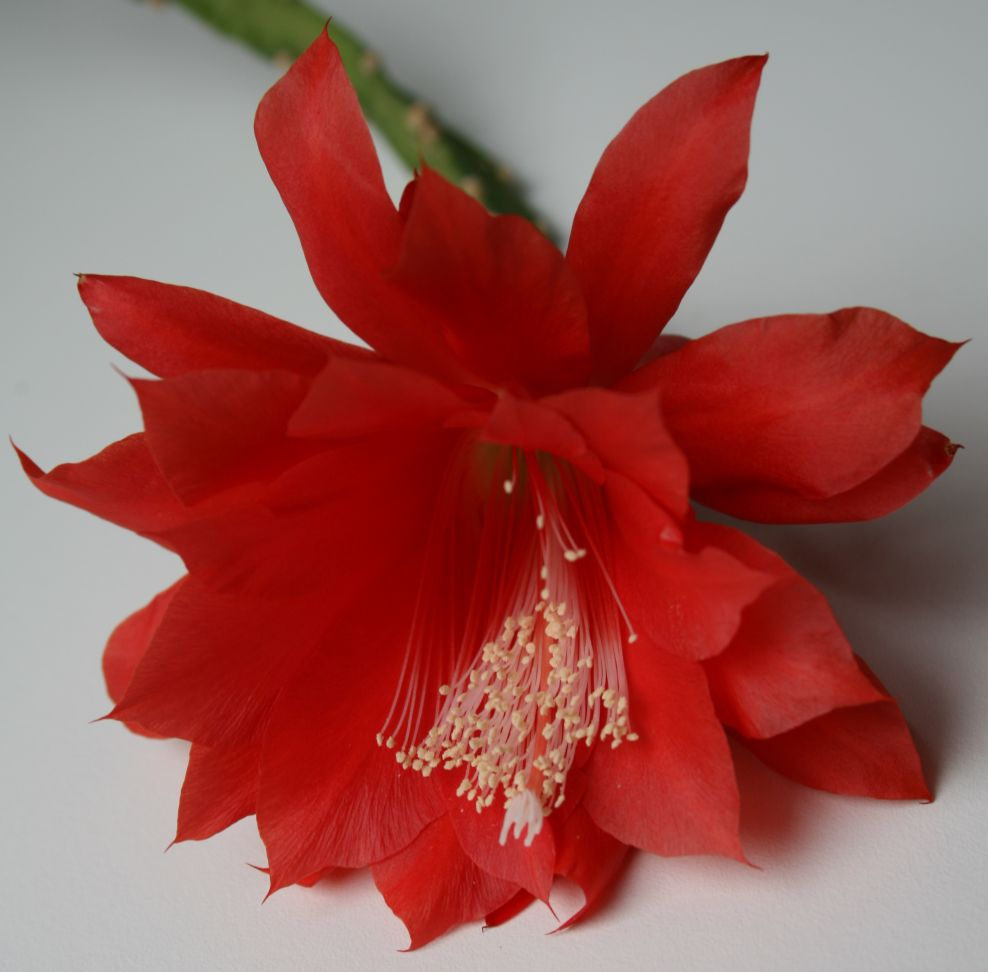
Disocactus × hybridus

- Disocactus ackermannii (Lindl.) Barth. in Bradleya 9:87 (1991)
  - Disocactus ackermannii var. conzattianus (McDoug.) Bauer in CSI 1:17' (2003)
- Disocactus macdougallii (Alex.) Barth. in Bradleya 9:88 (1991)
- Disocactus speciosus (Cav.) Barth. in Bradleya 9:87 (1991)
  - Disocactus speciosus subsp. aurantiacus (Kimn.) Bauer CSI 17:16' (2003)
  - Disocactus speciosus subsp. blomianus (Kimn.) Bauer CSI 17:15' (2003)
  - Disocactus speciosus subsp. cinnabarinus (Kimn.) Bauer CSI 17:15' (2003)

Subgenus Aporocactus (Lem.) Barth.:
- Disocactus flagelliformis (L) Barth. in Bradleya 9:87 (1991)
- Disocactus martianus (Zucc.) Barth. in Bradleya 9:88 (1991)

Subgenus Disocactus Lindley:
- Disocactus biformis (Lindl.) Lindl. in: Edwards's Bot. Reg. 31 például 9 (1845)
- Disocactus eichlamii (Wgt.) Br & R Contr. US Nat. Herb. 16:259 (1913)
- Disocactus macranthus (Alex.) Kimn. & Hutch. in CSJ(USA) 31:137 (1959)
- Disocactus nelsonii (Br & R) Lindgr. in Monatschr. Kakteenk. 28:118 (1918)
  - Disocactus nelsonii subsp. hondurensis (Kimn.) Doweld in Sukkulenty (Moskow) 4:41' (2002)
- Disocactus quezaltecus (Standl. & Steyerm.) Kimn. in CSJ (USA) 31:137 (1959)

Subgenus Nopalxochia (B & R) Barth.:
- Disocactus phyllanthoides (D.C.) Barth. in Bradleya 9:88 (1991)

Természetes hibridek:
- Disocactus kimnachii (Kimn.) Rowl. in BCSJ 5(3):84 (1987)

Mesterséges fajhibridek:
- Disocactus × hybridus (D. phyllanthoides × D. speciosus) (Van Geel) Barthlott in Bradleya 9: 88 (1991)
- Disocactus × mallisonii (D. flagelliformis × D. speciosus) (Otto & Dietr.) Barthlott in Bradleya 9: 88 (1991)
- Disocactus × moennighoffii (D. flagelliformis × D. martianus)

Mesterséges nemzetséghibridek:
- × Epicactus (Disocactus × Epiphyllum)